# Белчин
Белчин е село в Западна България. То се намира в Община Самоков, Софийска област.

## География
Село Белчин е разположено в долина между планините Рила, Верила, Витоша и Плана. Намира се на 15 km от Самоков и 50 km от София. Климатът през зимата е мек, а през лятото – хладен. Въздухът е чист, а природата е прекрасна и сравнително девствена. В района има термални води – 41 градуса, с доказани лечебни и профилактични въздействия върху опорно-двигателна система и кожните дерматити.

## Население
Численост на населението според преброяванията през годините:
| \| Година на преброяване \| Численост \| \| --------------------- \| --------- \| \| 1934 \| 1917 \| \| 1946 \| 2180 \| \| 1956 \| 1935 \| \| 1965 \| 1410 \| \| 1975 \| 1128 \| \| 1985 \| 996 \| \| 1992 \| 736 \| \| 2001 \| 536 \| \| 2011 \| 368 \| \| 2019 \| 260 \| \| 2021 \| 385 \| |           |
| Година на преброяване | Численост |
| 1934 | 1917      |
| 1946 | 2180      |
| 1956 | 1935      |
| 1965 | 1410      |
| 1975 | 1128      |
| 1985 | 996       |
| 1992 | 736       |
| 2001 | 536       |
| 2011 | 368       |
| 2019 | 260       |
| 2021 | 385       |

## Културни и природни забележителности
Селото съществува от периода на Второто българско царство, а някои изследователи го отнасят в още по-дълбока древност – основано още от латините и някога е носило името Цари Мали град.
От 2007 година в селото съществува Фондация Възраждане на Белчин, която има за цел подпомагане и съдействие на местните физически и юридически лица за развитието на Белчин и Белчин бани, популяризирането и превръщането им в курортен комплекс на европейско ниво.
В селото има две църкви: „Свети Апостоли Петър и Павел“, строена през 1883 година и гробищната църква „Света Петка“, която съществува от средата на XVII век, когато е построена върху основи на друг храм от XIII-XIV век. Църквата „Света Петка“ се намира на много стръмно място (вижда се от околните села) и е изоставена преди около 60 години. През 2006 г. е подета кампания за възстановяването ѝ от местните жители. На 14 октомври 2007 г. – след усилен период на възстановяване – тя е преосветена. Екип от изкуствоведи, историци, художници, резбари, архитекти и други извършва огромен труд, който впоследствие е възнаграден и църквата е обявена за сграда на годината.
За дългата и богата история на с. Белчин свидетелстват и останките на голяма крепост с параклис, намиращи се на хълма „Свети Спас“, където има солидна крепостна стена, изградена от дялани камъни и тухли още от времето на Римската империя. Крепостната стена огражда площ от 9 декара. Разкрити са 3 от 4-те кули на крепостта. Северно от портата е разкрит и християнски храмов комплекс, датиран към XV-XVI век. Църквата, намираща се извън крепостните стени, е датирана към XV век, като основите са вкопани в раннохристиянски храм от V-VI в. Монети, луксозна и битова керамика свидетелстват за оживена търговия и култура от IV-VI век. Крепостта вероятно е разрушена и изоставена през VI век след нападения на авари или готи.
От 2011 г. музейният комплекс в с. Белчин е филиал на Историческия музей в Самоков. Комплексът е открит е официално през 2009 г. В книжката на Стоте национални туристически обекта на Българския туристически съюз комплексът фигурира под № 79, като подобект на Историческия музей в Самоков. Комплексът включва: църквата „Света Петка“, музейната сграда под нея и крепостта „Цари Мали град“ на хълма „Свети Спас“.
Непосредствено селото се намира в близост до вековни букови и борови гори и природата е забележителна с реките, извиращи от планината Верила. Близо до селото тече река Палакария, която извира от планината Витоша и се влива в река Искър. Най-високият връх Голям Дебелец (1415 м) е и най-мрачната планина в местността Турски дол, но предлага много девствени кътчета, недокоснати от човека. Има и сладководни изворчета, за които има предания за самодиви и други митични същества.
Една от най-характерните особености на с. Белчин са щъркеловите гнезда – общо 30 на брой. Всяка година през пролетта и лятото тук гнездят общо 80 – 90 бели щъркела.
Непосредствено пред селото е изграден аквапарк „Минерален плаж Белчин Парк“, който е в експлоатация от 2009 г. Той разполага с 3 басейна с минерална вода: голям – с дълбочина 1,5 м, и два детски – с дълбочина 0,6 и 0,9 м. Температурата на водата им е между 30 и 35 °C. Паркът разполага и с басейн-джакузи за лечебни процедури. Паркът разполага с игрища за баскетбол, волейбол, футбол, както и с маси за тенис и детски площадки.

## Редовни събития
- На празника Сирни заговезни се правят традиционните Купи от хвойна, палят се вечерта и докато горят хората играят народни танци и пеят песни.
- На празника Тодоровден има голям събор от цялата Самоковска област и се организират много конни състезания с каруци и надбягване с коне.
- На 29 юни в църквата „Св. св. Петър и Павел“ се прави курбан за здраве.
- На 14 октомври има събор на църквата „Света Петка“.
- На Коледа читалището и кметството организират коледен концерт с участието на фолклорните групи към Читалище „Светлина“ с. Белчин.

## Личности
- Стоян Бучов, учител, автор на стихосбирки и на двутомното краеведско изследване „Цари мали град“ (с. Белчин)
- Трайчо Велчев, филолог и издател.
- Александър Филипов, художник, иконописец и дърворезбар.
- Симеон Пешов, инженер, собственик на „Главболгарстрой“.[6]
- Димитър Фусков (Цветков), учител и общественик.
- Милка Будинова, ръководител на ФПГ „Свиленица“.
- Менка Гирова, ръководител на ЖПГАФ,
- Стоянка Вукова, дългогодишен радетел на кооперативното движение.

## Други
Скала Белчин на остров Ливингстън, Южни Шетландски острови е наименувана в чест на село Белчин.